# Лилиенфельд-Тоаль, Анатолий Павлович
Анатолий Павлович Лилиенфельд-Тоаль (Анатоль Шарль Морис фон Лилиенфельд-Тоаль, нем. Anatole Charles Maurice von Lilienfeld-Toal; 1865—1931) — пензенский губернатор в 1910—1914 гг., действительный статский советник, камергер.

## Биография
Родился 25 октября 1865 года в Санкт-Петербурге. По происхождению — остзейский немец. Сын социолога-органициста и сенатора Павла Лилиенфельд-Тоаля (1829—1903).
Окончил Александровский лицей с золотой медалью (1887).
Служил в Министерстве внутренних дел, чиновником особых поручений при Санкт-Петербургском губернаторе, правителем его канцелярии.
С 7 октября 1902 по 13 августа 1905 гг. — Архангельский вице-губернатор, с 26 июня 1906 по 2 ноября 1910 гг. — Санкт-Петербургский вице-губернатор.
С 2 ноября 1910 года до 29 ноября 1914 года — Пензенский губернатор.
При нём в г. Пензе в 1910—1911 гг. было построено здание Пензенского отделения Дворянского земельного и Крестьянского поземельного банка по проекту архитектора А. И. фон Гогена. Ныне в этом здании располагается Пензенская областная картинная галерея имени К. А. Савицкого. Здание является одним из самых интересных архитектурных памятников старой Пензы.
После начала Первой мировой войны принял решение уйти в отставку с государственной службы из-за немецкого происхождения.
После ухода с государственной службы уехал из Пензы и жил в Петрограде. Летом 1917 года семья Лилиенфельд-Тоаля эмигрировала в Германию. Преподавал русский язык в Кильском университете в Германии.
Скончался в Киле в ноябре 1931 года.

## Награды
- Орден Святого Станислава 3 степени
- Орден Святой Анны 3 степени
- Орден Святого Станислава 2 степени
- Орден Святой Анны 2 степени (1899)
- Орден Святого Владимира 4 степени
- Орден Святого Владимира 3 степени (1909)
- Орден Святого Станислава 1 степени (1912)
- Медаль «В память царствования императора Александра III» (1896)
- Медаль «В память коронации Императора Николая II» (1896)
- Медаль «За труды по первой всеобщей переписи населения» (1897)
- Медаль «В память 300-летия царствования дома Романовых» (1913)
- Знак отличия за труды по землеустройству
- Золотой нагрудный знак в память 50-летия земских учреждений.

Иностранные:
- прусский Орден Короны 4 степени (1890)
- французский ордена Почётного легиона кавалерский Крест (1890)
- болгарский орден «Святой Александр» 4-й степени (1898).
- румынский Орден Короны командорский крест (1899).